# Pittosporum
Genre
Pittosporum, en français Pittospore ou Pittosporum, est un genre de plantes à fleurs de la famille des Pittosporaceae, comprenant environ 200 espèces, dont 45 sont endémiques à la Nouvelle-Calédonie. C'est un genre très probablement issu de l'ancien supercontinent Gondwana[réf. nécessaire]. Les espèces sont des arbres ou des arbustes de 2 à 30 m de haut.
Certaines espèces (Pittosporum tobira ou Pittosporum tenuifolium) sont cultivées pour l'ornement. Les fleurs de ces arbustes dégagent parfois une odeur de miel et de vanille.

## Description
Pittosporum se traduit par goudronneux - pittos - graine - sporum, une référence au liquide collant qui enveloppe les graines.

## Culture
La plupart des plantes du genre Pittosporum se multiplient facilement à partir de graines, mais la germination peut être lente. En production horticole, la substance collante enrobant les graines est éliminée avant le semis, car elle agit comme un inhibiteur de germination. Les graines sont traitées pour simuler des conditions naturelles pendant six semaines afin d'améliorer les taux de germination. 

## Liste des espèces
Selon GBIF (11 juin 2021) :
- Citriobatus multiflorus A.Cunn., 1832
- Pittosporum abyssinicum Delile
- Pittosporum aliferum Tirel & Veillon
- Pittosporum ambrense Cufod.
- Pittosporum anamallayense M.P.Nayar & G.S.Giri
- Pittosporum aneityense Guillaumin
- Pittosporum anggiense D.M.Hicks & Utteridge
- Pittosporum angustilimbum C.Y.Wu
- Pittosporum anomalum Laing & Gourlay
- Pittosporum arborescens Rich. ex A.Gray
- Pittosporum argentifolium Sherff
- Pittosporum artense Guillaumin
- Pittosporum balansae Aug.DC.
- Pittosporum balfourii Cufod.
- Pittosporum baudouinii Brongn. & Gris
- Pittosporum berberidoides Burkill
- Pittosporum bernardii Tirel & Veillon
- Pittosporum bicolor Hook.
- Pittosporum billardierei Bellardi ex Colla
- Pittosporum boninense Koidz.
- Pittosporum bouletii Veillon & Tirel
- Pittosporum brackenridgei A.Gray
- Pittosporum bracteolatum Endl.
- Pittosporum brevicalyx (Oliv.) Gagnep.
- Pittosporum brevispinum Veillon & Tirel
- Pittosporum buchananii Hook.fil.
- Pittosporum bullato-ferrugineum Cufod.
- Pittosporum cacondense Exell & Mendonça
- Pittosporum campbellii F.Muell.
- Pittosporum ceylaniana Wight
- Pittosporum ceylanicum Wight
- Pittosporum cherrieri Tirel & Veillon
- Pittosporum coccineum (Montrouz.) Beauvis.
- Pittosporum colensoi Hook.fil.
- Pittosporum collinum Guillaumin
- Pittosporum confertiflorum A.Gray
- Pittosporum coriaceum Dryand. ex Aiton
- Pittosporum cornifolium A.Cunn.
- Pittosporum cornifolium A.Cunn. ex Hook.
- Pittosporum crassicaule Laing & Gourlay
- Pittosporum crassifolium Banks & Sol. ex A.Cunn.
- Pittosporum crassifolium Sol. ex Putt., 1839
- Pittosporum cravenianum Schodde
- Pittosporum crispulum Gagnep.
- Pittosporum crispum Desf.
- Pittosporum croceum Guillaumin
- Pittosporum dallii Cheeseman
- Pittosporum daphniphylloides Hayata
- Pittosporum dasycaulon Miq.
- Pittosporum deplanchei Brongn. & Gris
- Pittosporum divaricatum Cockayne
- Pittosporum dzumacense Guillaumin
- Pittosporum echinatum Brongn. & Gris
- Pittosporum elevaticostatum Hung T.Chang & S.Z.Yan
- Pittosporum ellipticum Kirk
- Pittosporum eriocarpum Royle
- Pittosporum erioloma C.Moore & F.Muell.
- Pittosporum eugenioides A.Cunn.
- Pittosporum expense Nois. ex Steud.
- Pittosporum fairchildii Cheeseman
- Pittosporum fasciculatum Hook.fil.
- Pittosporum ferrugineum Dryand. ex Aiton
- Pittosporum floccosum Sherff
- Pittosporum flocculosum (Hillebr.) Sherff
- Pittosporum fulvipilosum Hung T.Chang & S.Z.Yan
- Pittosporum gagnepainianum Gowda
- Pittosporum gatopense Guillaumin
- Pittosporum gayanum Rock
- Pittosporum glabratum Lindl.
- Pittosporum glabrum Hook. & Arn.
- Pittosporum goetzei Engl.
- Pittosporum gracile Pancher ex Brongn. & Gris
- Pittosporum halophilum Rock
- Pittosporum hawaiiense Hillebr.
- Pittosporum heckelii Dubard
- Pittosporum hematomallum Guillaumin
- Pittosporum henryi Gowda
- Pittosporum heterophyllum Franch.
- Pittosporum hirtum Ten.
- Pittosporum hosmeri Rock
- Pittosporum humbertii Cufod.
- Pittosporum humile Hook.fil. & Thomson
- Pittosporum huttonianum Kirk
- Pittosporum illicioides Makino
- Pittosporum inopinatum K.Bakker
- Pittosporum intermedium Kirk
- Pittosporum johnstonianum Gowda
- Pittosporum kaalense Guillaumin
- Pittosporum karnatakense Saldanha & S.R.Ramesh
- Pittosporum kauaiense Hillebr.
- Pittosporum kerrii Craib
- Pittosporum kirkii Hook.fil. ex Kirk
- Pittosporum koghiense Guillaumin
- Pittosporum kunmingense Hung T.Chang & S.Z.Yan
- Pittosporum kwangsiense Hung T.Chang & S.Z.Yan
- Pittosporum kweichowense Gowda
- Pittosporum lancifolium (F.M.Bailey) L.W.Cayzer
- Pittosporum lanipetalum Tirel & Veillon
- Pittosporum laurifolium Brouss. ex Schult.
- Pittosporum lenticellatum Chun ex H.Peng & Y.F.Deng
- Pittosporum leptosepalum Gowda
- Pittosporum leratii Guillaumin
- Pittosporum leroyanum Tirel & Veillon
- Pittosporum letocartiorum Veillon & Tirel
- Pittosporum ligustrifolium A.Cunn.
- Pittosporum lineare Laing & Gourlay
- Pittosporum linearifolium Sugau
- Pittosporum linearis Twining
- Pittosporum longisepalum K.Bakker
- Pittosporum loniceroides Brongn. & Gris
- Pittosporum luteum H.St.John
- Pittosporum mackeei Tirel & Veillon
- Pittosporum macrosepalum Cufod.
- Pittosporum maireaui H.St.John
- Pittosporum malaxanii Veillon & Tirel
- Pittosporum mayi T.Ryan
- Pittosporum merrillianum Gowda
- Pittosporum michiei Allan
- Pittosporum mildbraedii Engl.
- Pittosporum molokaiense H.St.John
- Pittosporum moluccanum (Lam.) Miq.
- Pittosporum moricrei Vieill. ex Guillaumin
- Pittosporum morierei Vieill. ex Guillaumin
- Pittosporum multiflorum (A.Cunn. ex London) L.W.Cayzer, Crisp & I.Telford
- Pittosporum muricatum Tirel & Veillon
- Pittosporum napaliense Sherff
- Pittosporum napaulense (DC.) Rehder & Wilson
- Pittosporum napaulensis Rehder & E.H.Wilson
- Pittosporum neelgherrense Wight & Arn.
- Pittosporum nubicola Schodde
- Pittosporum obcordatum Raoul
- Pittosporum oblongilimbum Merr.
- Pittosporum obovatum Guillaumin
- Pittosporum ochrosiaefolium Bojer
- Pittosporum ochrosiifolium Bojer
- Pittosporum odoratissimum Benth.
- Pittosporum oligodontum Gillespie
- Pittosporum oligophlebium Hung T.Chang & S.Z.Yan
- Pittosporum omeiense Hung T.Chang & S.Z.Yan
- Pittosporum oreillyanum C.T.White
- Pittosporum oreophilum Guillaumin
- Pittosporum ornatum Tirel & Veillon
- Pittosporum orohenense J.W.Moore
- Pittosporum oubatchense Schltr.
- Pittosporum ovoideur Gowda
- Pittosporum pachyphyllum Baker
- Pittosporum pancheri Brongn. & Gris
- Pittosporum paniculatum Brongn. & Gris
- Pittosporum paniculiferum Hung T.Chang & S.Z.Yan
- Pittosporum paniense Guillaumin
- Pittosporum papuanum (Schodde)
- Pittosporum parvicapsulare Hung T.Chang & S.Z.Yan
- Pittosporum parviflorum Putt.
- Pittosporum parvifolium Hayata
- Pittosporum parvilimbum Hung T.Chang & S.Z.Yan
- Pittosporum patulum Hook.fil.
- Pittosporum pauciflorum Hook. & Arn.
- Pittosporum pentandrum (Blanco) Merr.
- Pittosporum perahuense H.St.John
- Pittosporum perglabratum Hung T.Chang & S.Z.Yan
- Pittosporum peridoticola Sugau & Ent
- Pittosporum perryanum Gowda
- Pittosporum phillyraeoides DC.
- Pittosporum phillyreoides DC.
- Pittosporum pickeringii A.Gray
- Pittosporum pimeleoides A.Cunn.
- Pittosporum planilobum Hung T.Chang & S.Z.Yan
- Pittosporum podocarpum Gagnep.
- Pittosporum polyspermum Tul.
- Pittosporum poueboense Guillaumin
- Pittosporum poumense Guillaumin
- Pittosporum praedictum Schodde
- Pittosporum pronyense Guillaumin
- Pittosporum pulchrum Gagnep.
- Pittosporum pullifolium Burkill
- Pittosporum pumilum Schodde
- Pittosporum purpureum H.St.John
- Pittosporum qinlingense Y.Ren & X.Liu
- Pittosporum radiculatum H.St.John
- Pittosporum raivavaeense H.St.John
- Pittosporum ralphii Kirk
- Pittosporum ramiflorum (Zoll. & Moritzi) Zoll. ex Miq.
- Pittosporum ramosii Merr.
- Pittosporum rangitahua E.K.Cameron & Sykes
- Pittosporum rapense F.Br.
- Pittosporum rarotongense Hemsl. ex Cheeseman
- Pittosporum reainosum Domin
- Pittosporum reflexisepalum C.Y.Wu
- Pittosporum rehderianum Gowda
- Pittosporum resiniferum Hemsl.
- Pittosporum reticosum Ridl.
- Pittosporum revolutum Dryand., 1811
- Pittosporum revolutum W.T.Aiton
- Pittosporum rhytidocarpum A.Gray
- Pittosporum ridleyi L.W.Cayzer & G.Chandler
- Pittosporum rigidum Hook.fil.
- Pittosporum roimata Gemmill & S.N.Carter
- Pittosporum rubiginosum A.Cunn.
- Pittosporum salicifolium Danguy
- Pittosporum samoense Christoph.
- Pittosporum saxicola Rehder & E.H.Wilson
- Pittosporum scythophyllum Schltr.
- Pittosporum senacia Putt.
- Pittosporum serpentinum (de Lange) de Lange
- Pittosporum sessilifolium Tirel & Veillon
- Pittosporum silamense Sugau
- Pittosporum simsonii Montrouz.
- Pittosporum sinuatum Blume
- Pittosporum spinescens (F.Muell.) L.W.Cayzer, Crisp & I.Telford
- Pittosporum spissescens Utteridge
- Pittosporum suatinum Schodde
- Pittosporum subulisepalum Hu & F.T.Wang
- Pittosporum subverticellatum Elmer
- Pittosporum sylvaticum Guillaumin
- Pittosporum taitense Putt.
- Pittosporum takauele H.St.John
- Pittosporum tanianum Veillon & Tirel
- Pittosporum tenuifolium Gaertn.
- Pittosporum tenuivalvatum Hung T.Chang & S.Z.Yan
- Pittosporum tenuivalve Schodde
- Pittosporum terminalioides Planch. ex A.Gray
- Pittosporum tetraspermum Wight & Arn.
- Pittosporum tinifolium A.Cunn.
- Pittosporum tobira (Murray) Aiton fil.
- Pittosporum tonkinense Gagnep.
- Pittosporum trigonocarpum H.Lév.
- Pittosporum trilobum L.W.Cayzer, Crisp & I.Telford
- Pittosporum truncatum E.Pritz.
- Pittosporum truncatum E.Pritz. ex Diels, 1900
- Pittosporum tuberculatum Zeyh. ex Steud.
- Pittosporum tubiflorum Hung T.Chang & S.Z.Yan
- Pittosporum turneri Petrie
- Pittosporum umbellatum Banks & Sol. ex Gaertn.
- Pittosporum undulatifolium Hung T.Chang & S.Z.Yan
- Pittosporum undulatum Andrews, 1804
- Pittosporum undulatum Vent.
- Pittosporum uniflorum Putt.
- Pittosporum venulosum F.Muell.
- Pittosporum verrucosum Veillon & Tirel
- Pittosporum verticillatum Bojer
- Pittosporum viburnifolium Hayata
- Pittosporum virgatum Kirk
- Pittosporum viridiflorum Sims
- Pittosporum viridulatum Nayar, Giri & Chandras
- Pittosporum viridulum M.P.Nayar, G.S.Giri & Chandrasekh.
- Pittosporum viscidum L.W.Cayzer, Crisp & I.Telford
- Pittosporum wightii A.K.Mukh.
- Pittosporum xanthanthum Schltr.
- Pittosporum xenicum Schodde
- Pittosporum xylocarpum Hu & F.T.Wang
- Pittosporum yunckeri A.C.Sm.
- Pittosporum zeylanicum Walp.
- Pittosporum ×monae Rock ex H.St.John
- Pittosporum ×pourtetianum Demoly

## Chimie
De la liriodendrine, un lignane anti-arythmie, a été isolé de Pittosporum brevicalyx.

## Systématique
Pittosporum tenuifolium est l'espèce type, décrite par le botaniste allemand Joseph Gärtner en 1788, à partir des travaux du naturaliste britannique Joseph Banks.
Les genres suivants sont synonymes de Pittosporum selon GBIF (11 juin 2021) :
- Citriobatus A.Cunn. & Putt.
- Cylbanida Noronha ex Tul.
- Glyaspermum Zoll. & Moritzi
- Ixiosporum F.Muell.
- Pittosporoides Sol. ex Gaertn.
- Pseuditea Hassk.
- Quinsonia Montrouz.
- Schoutensia Endl.
- Senacia Comm. ex DC.
- Tobira Adans.